# مقاطعة فينغال
مقاطعة فينغال هي مقاطعة في أيرلندا، تتبع لاينستر، بلغ عدد سكانها 296٬214 نسمة، في 2016، عاصمتها Swords, Dublin ‏، تبلغ مساحتها 454٫6 كيلومتر مربع.

## توأمة
لمقاطعة فينغال اتفاقيات توأمة مع:
- تشنغدو (2014 - )[3]